# Муллуту
Му́ллуту (ест. Mullutu küla) — село в Естонії, у волості Ляене-Сааре повіту Сааремаа.

## Населення
Чисельність населення на 31 грудня 2011 року становила 24 особи.

## Географія
Поблизу села проходить автошлях 78 (Курессааре — Кігелконна — Веере).
На південь від села лежить озеро Муллуту (Mullutu laht).

## Історія
До 12 грудня 2014 року село входило до складу волості Каарма.

## Пам'ятки природи
Село межує з утвореним у 2007 році заказником Муллуту-Лооде (Mullutu-Loode hoiuala), площа — 5220,6 га, (58°15′19″ пн. ш. 22°21′1″ сх. д. / 58.25528° пн. ш. 22.35028° сх. д.).